# Giambattista Verci
Giambattista Verci (né le 8 septembre 1739 à Bassano del Grappa, dans l'actuelle province de Vicence, alors dans la république de Venise et mort le 30 octobre 1795 à Rovigo, de nos jours dans la province du même nom, alors également dans la république de Venise) est un historien et érudit italien du XVIIIe siècle.

## Biographie
Né à Bassano en 1739, Giambattista Verci débute dans la carrière des lettres par une nouvelle édition du recueil de Marucini contenant les Poésies choisies des poètes de Bassano, du 16e siècle, qu’il compléte et augmente de la vie de chaque auteur, Venise, 1769, in-4° ; et par la publication des Poésies et Épîtres latines de Lazaro Buonamici, 1770, un vol. in-8°, avec un commentaire latin sur sa vie. 
Voici la notice de ses divers ouvrages : 
- 1° Abrégé historique sur Bassano, Venise, 1770, in-4°. Il eut dans la suite le bon esprit de désapprouver lui-même cet écrit, et de démentir ce qu’il avait dit d’abord, d’après le préjugé national, sur l’antique et fabuleuse origine de cette ville. Il publia, à ce sujet, une lettre anonyme, à laquelle il feignit de répondre dans sa Dissertation sur l’état de Bassano au 10e siècle (Venise, 1772, in-12), où l’assertion contraire était établie sur des preuves incontestables. Il existe en manuscrit, dans la collection Novelleto, une autre dissertation de Giambattista Verci, intitulée Notices relatives à l’état de Bassano ; c’est un abrégé de l’histoire de cette ville depuis le 10e siècle jusqu’à son assujettissement à la domination de Venise.
- 2° Histoire de Deli, ou Aventures curieuses d’un Turc, Venise, 1771, in-8°, roman dans le goût de ceux de Chiari ;
- 3° Notices sur la vie et les ouvrages des écrivains de Bassano, Venise, 1775, 2 vol. in-12 ;
- 4° Notices sur la vie et les ouvrages des peintres, sculpteurs et graveurs de Bassano, Venise, 1775, in-8 ; livre utile aux amateurs des beaux-arts, par les notices qu’il renferme, par les recherches sur les Artifices de Jacopo dans l’art de peindre, tirées en partie des œuvres inédites de Giovanni Battista Volpati, peintre et écrivain du 17e siècle, compatriote de l’auteur ;
- 5° Éloge historique de Bartolommeo Ferracino, ingénieur célèbre, Venise, 1777, in-8° : refait en 1779, et augmenté de nouvelles notices. Tiraboschi l’inséra en entier, cette même année, dans son Journal littéraire de Modène. Mais on ne trouve pas dans cette réimpression la telle élégie latine de l’abbé Gasparo Tommasi, recteur du séminaire de Feltre, sur la construction du pont de Bassano.
- 6° Lettre sur les échecs, Venise, 1778, in-8°. Ce jeu formait le plus agréable passe-temps de l’auteur. L’opuscule a pour but d’exposer l’histoire du jeu et son origine, et d’en indiquer les règles les plus nécessaires ; il se termine par la nomenclature des écrivains qui en ont traité jusqu’à l’époque de sa publication.
- 7° Histoire des Ezzelin, Bassano, 1779, 3 vol. in-8°, ouvrage plein d’érudition, remarquable par une critique judicieuse, et offrant un ensemble précieux de recherches diplomatiques et historiques, tirées de l’obscurité des siècles. Les rédacteurs de l’Art de vérifier les dates en ont donné un extrait à la fin de cet ouvrage, édition de Paris, 1783-87, in-fol. Toutes les vicissitudes de cette célèbre famille, depuis Ezzelin, qui vint en Italie en 1036, à la suite de l’empereur Conrad II, qui lui fit don des fiefs d’Onora et de Romano, jusqu’à Alberic, frère d’Ezzelin V, le tyran, qui périt si misérablement avec sa femme et ses enfants, dans le château de San-Zenon, en 1260, sont racontées avec soin, discutées avec une sage critique, et appuyées d’irréfragables documents. Cet ouvrage répand un grand jour sur les mœurs, le génie, les entreprises des guerriers qui jouèrent un rôle important dans les révolutions d’Italie, surtout dans celles de la Lombardie, au Moyen Âge.
- 8° Épître sur les monnaies de Vérone, et particulièrement sur celles qui furent frappées sous les Ezzelin, in-8°. Cet opuscule, écrit en latin, a été inséré dans le recueil De monetis Veronensibus, Vérone, Carattoni, 1779, et reproduit dans une traduction italienne, en tête du tome 10 du recueil de Zanetti, Delle monete e zecche d’Italia.
- 9° Notices sur quelques évêques de Vicence, tirées des archives de Bassano, in-12, sans date. Elles sont insérées dans la Nuova raccolta Calogeriana, et parurent en 1782. Quoiqu’il semble que cet ouvrage doive traiter des évêques de Vicence, il ne traite, en effet, que du fief de Bassano, auquel les archiprêtres de cette ville eurent beaucoup de part, et dont la rénovation avait lieu pour chaque prélat élevé à la cathédrale de Vicence. Viennent ensuite quelques fragments sur l’histoire du pays, et l’antiquité de l’église archipresbytérale.
- 10° Dissertation sur les monnaies de Padoue, avec une Lettre sur les Marches de Carrare, in-4°, sans date. Elle est comprise dans le tome 3 du recueil de Zanetti, imprimé à Bologne en 1783, in-fol. Il paraît qu’à l’époque où l’auteur la composa il avait l’esprit exaspéré par des malheurs domestiques ; car il se permet, à la fin de sa lettre, une sortie virulente contre les Marches de Carrare, sortie qu’il renouvela depuis dans la préface de son Histoire de la Marche Trévisane.
- 11° Lettre apologétique de F. G. à Giulio Trento, sur quelques points du Prodrome Asolan, Trévise, 1784, in-8°. Les disputes asolanes ont occupé un grand nombre d’écrivains, et se trouvent rapportées d’une manière assez agréable et spirituelle dans le Giornale de’ confini d’Italia, par P. Contini. Elles occupèrent aussi beaucoup notre auteur, qui jugea à propos de publier cet opuscule sous un autre nom que le sien.
- 12° Histoire de la Marche Trévisane, Venise, 1786-90, 20 vol. in-8°. Cet ouvrage, le plus considérable de ceux qu’il a produits, est précédé d’une dissertation historique sur les événements arrivés dans la Marche Trévisane, depuis les temps de Charlemagne jusqu’à l’extinction de la famille des Ezzelin. L’histoire, qui commence à 1260, est conduite jusqu’au 15e siècle. Quoique Verci ait consulté les auteurs contemporains et des chroniques et documents longtemps ensevelis dans les ténèbres, cet ouvrage réussit beaucoup moins que son premier écrit sur les Ezzelin.

Outre les productions dont nous venons de parler, l’infatigable Verci fit un grand nombre de traductions d’ouvrages français. C’est lui qui a traduit en italien le Dictionnaire historique de Chaudon ; et sa traduction a eu plusieurs éditions ; la dernière est de 1796, imprimée à Bassano, 22 vol. in-8°. Il a ajouté à l’ouvrage français un grand nombre d’articles nouveaux, particulièrement d’auteurs et de personnages italiens, et il s’est associé comme collaborateur dans cette entreprise l’ex-jésuite Francesco Carrara. Mais comme il avait choisi une assez mauvaise production française, il n’a fait de la traduction qu’un ouvrage peu estimé, et qui donna lieu en Italie à beaucoup de controverses et de critiques. Parmi les différents manuscrits qu’il a laissés inédits, on remarque une Vie des impératrices romaines, qu’il s’était proposé de publier, et à laquelle il avait consacré beaucoup de soins et d’application. Verci, dont la vie fut très-agitée, avait écrit ses Mémoires ; mais ils n’ont pas paru.
Giambattista Verci meurt en novembre 1795, à Rovigo, où il était allé passer l’automne pour se délasser de ses travaux. Il était à peine âgé de 56 ans. Le comte Giuseppe Perli Remondini paya un tribut d’estime publique à sa mémoire, et composa son inscription tumulaire.